# Chester Starr
Chester G. Starr (Centralia, Misuri, 5 de octubre de 1914 - Ann Arbor, Míchigan, 22 de septiembre de 1999) fue un historiador estadounidense, autoridad en historia antigua, el arte antiguo y la arqueología de la civilización grecorromana.
Estudió en la Cornell University, donde fue discípulo de Max Ludwig Wolfgang Laistner. Entre 1940 y 1953 fue lecturer de historia en la Universidad de Illinois en Urbana, pasando entonces a ser professor, cargo que ocupó hasta 1970. Tras treinta años en Urbana, se trasladó a la Universidad de Míchigan en Ann Arbor donde ejerció como professor hasta 1973, en un entorno mucho más de su agrado. Desde 1973 hasta 1985 ocupó en esta última universidad la cátedra Bentley. En 1974 contribuyó a la creación de la American Association of Ancient Historians, institución de la que fue el primer presidente.
Durante la Segunda Guerra Mundial sirvió en la sección de historia del Ejército de los Estados Unidos, con el cuartel general del Quinto Ejército en Italia, en el periodo desde 1942 hasta 1946. Como resultado de esa comisión escribió una compilación de nueve volúmenes con el título Fifth Army History, y un libro de divulgación sobre ello titulado From Salerno to the Alps (1948).
Entre sus obras históricas hay veintiún libros, docenas de artículos y más de cien reseñas. Su obra más conocida como manual universitario, A History of the Ancient World, se fue reeditando con ampliaciones sucesivas entre 1965 y 1991. Su metodología historiográfica ha sido calificada de hegeliana, especialmente en Civilization and the Caesars: the intelectual revolution in the Roman Empire (1954). En la que se ha calificado de su obra más importante: The Origins of Greek Civilization (1961), desmonta la teoría nórdica que pretendía interpretar los logros culturales griegos en términos de una raza superior. Su enfoque, centrado en los individuos como agentes del cambio histórico, también se opone a la metodología más prestigiosa de la época: la de la Escuela de Annales y el concepto braudeliano de longue durée.
Entre sus otras obras destacan The Awakening of the Greek Historical Spirit (1968), Economic Growth of Early Greece (1977), The Beginnings of Imperial Rome: Rome in the Mid-Republic (1980), The Flawed Mirror (1983) o Past and Future in Ancient History (1987).